# Gabriele Sella
Gabriele Sella (Cavarzere, 15 aprile 1963 – Fasana Polesine, 2 giugno 2010) è stato un pistard italiano, specialista nella velocità. Fu bronzo mondiale nel tandem nel 1984.

## Carriera
Attivo nel ciclismo su pista, in carriera corse con varie società: Liberi Ciclisti Adria fino agli Esordienti, Cicli Olympia tra gli Allievi, Società Ciclisti Padovani tra gli Juniores e tra i Dilettanti, S.C. Lazio/Cartura Nalin e G.S. Forestale ancora tra i Dilettanti, ottenendo nel complesso venti titoli di campione veneto su pista. Nella categoria Dilettanti si aggiudicò anche sei titoli italiani, tre nel tandem (1983 e 1984 con Vincenzo Ceci, 1987 con Silvio Boarin), uno nel chilometro a cronometro (1984), uno nella velocità Dilettanti (1985) e uno nell'omnium indoor (1984).
Fu protagonista anche a livello internazionale: vinse la prova di velocità ai Giochi del Mediterraneo di Casablanca nel 1983, partecipò ai Giochi olimpici di Los Angeles nel 1984, sempre nella velocità (eliminato nei quarti), e conquistò la medaglia di bronzo nel tandem ai campionati mondiali nel 1985 (con Vincenzo Ceci). I suoi record personali sempre su pista sono: 10"80 sui 200 metri lanciati, 1'07" sul chilometro a cronometro e 9"80 sui 200 metri lanciati tandem.
Terminata l'attività agonistica, senza mai essere passato professionista, fu responsabile del Centro di Avviamento al Ciclismo al Velodromo Monti di Padova dal 1989 al 1990 e poi tecnico regionale strada e pista del Veneto dal 1991 al 2001.
Morì il 2 giugno 2010 a seguito di un grave incidente con la sua Kawasaki Ninja a Fasana Polesine, nei pressi di Adria, perdendo il controllo del mezzo all'altezza di una curva, uscendo di strada e schiantandosi contro il muretto di recinzione di una casa. L'incidente potrebbe essere stato causato da un malore.

## Palmarès
- 1983 (Dilettanti)

Campionati italiani, tandem (con Vincenzo Ceci)
Giochi del Mediterraneo, velocità Dilettanti
- 1984 (Dilettanti)

Campionati italiani, chilometro a cronometro
Campionati italiani, tandem (con Vincenzo Ceci)
Campionati italiani, omnium indoor
- 1985 (Dilettanti)

Campionati italiani, velocità Dilettanti
- 1987 (Dilettanti)

Campionati italiani, tandem (con Silvio Boarin)

## Piazzamenti

### Competizioni mondiali
- Campionati del mondo

Barcellona 1984 - Tandem: 3º
- Giochi olimpici

Los Angeles 1984 - Velocità: 9º